# Sabuesos (cómic)
Los Sabuesos son el nombre dado a varios grupos ficticios de personajes mutantes que aparecen en los cómics estadounidenses publicados por Marvel Comics. Este término generalmente se refiere a aquellos que rastrean o cazan mutantes mientras sirven a una autoridad superior.

## Historia

### Días del Futuro Pasado
Los Sabuesos se presentaron por primera vez en Uncanny X-Men, de la línea de tiempo distópica "Días del futuro pasado", como parte de la historia de fondo de Rachel Summers. Estos cazadores mutantes con lavado de cerebro fueron creados y comandados por el cyborg Ahab, que los utilizó para cazar y encarcelar a los mutantes en los campos de concentración. Rachel se vio obligada a convertirse en una de estos sabuesos cuando aún era una adolescente, lo que la atormentó y la atormentó durante años después. Finalmente ella rompió su condicionamiento y se rebeló. Como resultado, Rachel fue enviada a los campos ella misma como castigo.

### Rey Sombra de los Sabuesos
Más tarde se ve que Rey Sombra usa humanos controlados por la mente llamados Sabuesos para rastrear a Tormenta, quien había sido transformado en un niño por la villana Niñera. Estos Sabuesos fueron reducidos a un estado animal casi sin sentido por el Rey de las Sombras aparentemente para su propia diversión.

## Otras versiones

### Era de Apocalipsis
En la realidad de Era de Apocalipsis, los Hounds son mutantes utilizados para perseguir y encarcelar a mutantes y humanos en campos de concentración o simplemente para matar a sus objetivos. Dientes de Sable fue utilizado como el líder de los jinetes hasta su deserción. Chico Salvaje era demasiado feroz como para mantenerlo prisionero hasta que Dientes de Sable lo rescató. Caliban fue utilizado como el principal sabueso de los Cazarrecompensas. Wolverine era un mutante alterado por Bestia que sirvió al Holocausto como su principal cazador después de la deserción de Dientes de Sable.

### Spider-Verse
En la realidad de Spider-Verse, los Sabuesos de la Tierra-001 son servidores de Verna de los Herederos. Consisten en Sable, Fireheart, Kravinoff, cinco diferentes Buitres, el Escorpión, Rhino, Hammerhead, Ox, Hobgoblin y los múltiples Duendes Verdes. Sable, Fireheart y Kravinoff de los Sabuesos acompañan a Verna a la Tierra-1610 para cazar a Miles Morales. Miles Morales y Jessica Drew luchan por mantener a raya a los perros de Verna. Verna lamenta que la caza haya terminado antes de que comenzara Superior Spider-Man (la mente del Doctor Octopus en el cuerpo de Spider-Man), Assassin Spider-Man y Spider-Punk emergen de un portal e inmediatamente matan a los Sabuesos. Mientras que Verna llora la muerte de sus perros, Miles mira la lápida destrozada de su madre y dice que ella hizo las cosas personales entre ellos con Verna respondiendo furiosamente que ella se deleitará con sus huesos. Verna envió los Buitres después del Ben Reilly de la Tierra-94. Reilly los derrota con la ayuda de Spider-Ham y Viejo Spider-Man de Tierra-4 Verna, Rhino y Escorpión llegan para cazar a Hobgoblin (que era la identidad de Peter Parker de este mundo) y agotar su fuerza vital. Ellos son frustrados por Spider-Woman de Tierra-65 que luego escapa con Hobgoblin. En la batalla final, Verna tiene un ejército de Duendes verdes.
Durante la historia de "Spider-Geddon", Verna comienza su búsqueda del cristal que contiene la fuerza vital de Solus con la ayuda de sus Sabuesos, que consiste en Sable, Fireheart, Kravinoff y Scorpion, además de que Camaleón es el último Sabueso. Compiten con el grupo de Kaine Parker para llegar primero al cristal.

## En otros medios

### Televisión

#### Acción en vivo
Los Sabuesos se presentan en la serie de televisión spin-off del universo de películas X-Men, The Gifted. Primero se referencian directamente durante una escena en el episodio de la temporada uno titulado "boXed in". En la serie, el villano líder de los Sabuesos, Roderick Campbell, es retratado por Garret Dillahunt.

#### Animación
En el episodio de X-Men, "The Fifth Horseman", mostraba a un grupo de mutantes que servían a Apocalipsis que se llamaban Sabuesos (en lugar de los Jinetes del Apocalipsis a pesar del título del episodio). Sus disfraces se basaron en los de Days of Future Past Hounds. Tres de ellos no tenían nombre, pero el cuarto era Caliban de los Morlocks (que en los cómics era uno de los Jinetes del Apocalipsis).